# عربة محورية

تسمح العربات المحورية للعجلات (Wheelset (rail transport)) بدعم اتجاه القضبان عند التنقل حول منحنى في السكك الحديدية.

العَرَبَة المحورية أو مُجمع العجلات أو البوجي (بالإنجليزية: Bogie) هي هيكل قاعدي أو إطار يحمل العجلات التي تُعَلَقُ على مركبة (وحدة مكونة من العجلات والمحاور). تتخذ العربة المحورية أشكالاً مختلفة في وسائل النقل المختلفة، العربة المحورية قد تبقى عادة متصلة (كما في العديد من قاطرات السكك الحديدية وشبه المقطورات أو تكون قابلة للفصل بسرعة (كما مقطورات المنصات ذات العجلات في قطارات الطرق أو في أستبدال العربات المحورية في السكك الحديدية)، قد تحتوي العربات المحورية أيضًا على نظام التعليق بداخلها (كما تفعل معظم عربات السكك الحديدية وشاحنات النقل)، أو تكون صلبة، وبدورها يتم تعليقها (كما هو الحال في معظم العربات المحورية لمركبات المسار المتواصل)، قد تكون أيضًا محمولة على وصلة كروية بشكل تقليدي على إحدى مقصورات القطار، وربما تكون متصلة أو علي نابض، كما هو الحال في عدة الهبوط في طائرة الرحلات، أو مثبتة في مكانها بواسطة وسائل أخرى مثل العربات المحورية بدون مركز.

## معرض صور

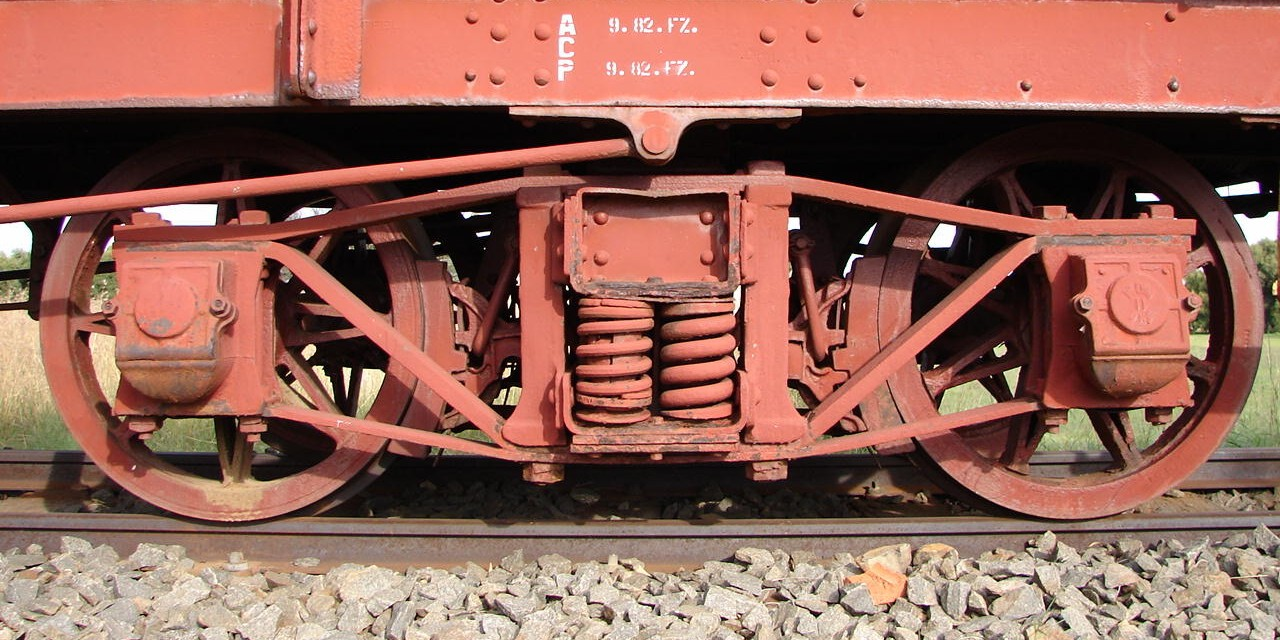
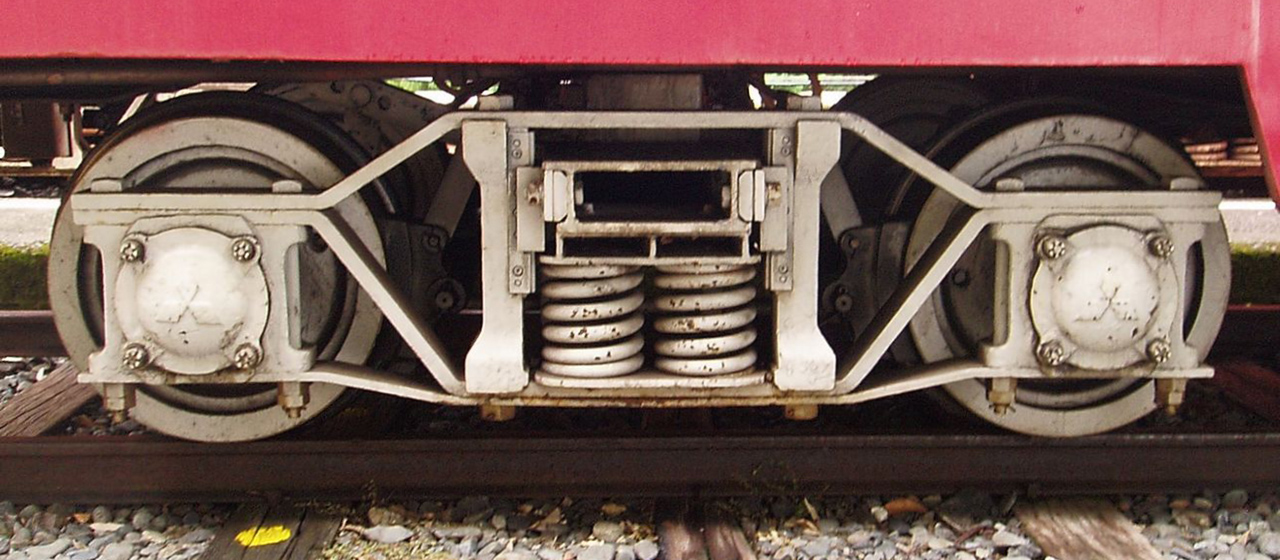
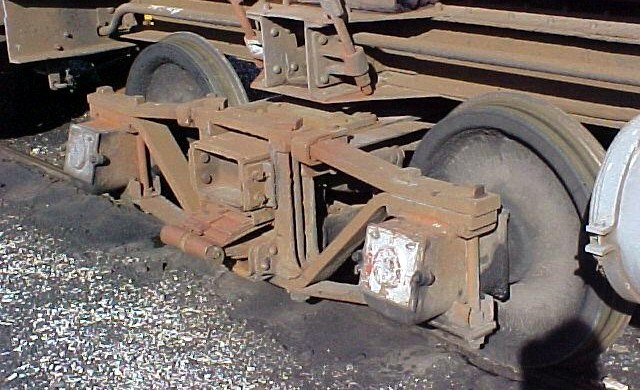

## لمزيد من الاطلاع
- Baur، Karl Gerhard (2006). Drehgestelle - Bogies. EK-Verlag. ISBN:978-3-88255-147-1. (بالألمانية) (بالإنجليزية)

## روابط خارجية
- -ويكاموس
- Chisholm, Hugh, ed. (1911). "Encyclopædia Britannica". Encyclopædia Britannica (بالإنجليزية) (11th ed.). Cambridge University Press.
- Truck (bogie) with tyres نسخة محفوظة 16 يونيو 2016 على موقع واي باك مشين.
- Track modelling